# Aluminiumtellurid
Aluminumtellurid ist eine anorganische chemische Verbindung des Aluminiums aus der Gruppe der Telluride.

## Gewinnung und Darstellung
Aluminumtellurid kann durch Reaktion von Aluminium mit Tellur bei 1000 °C gewonnen werden.
{\displaystyle {\ce {2 Al + 3 Te -> Al2Te3}}}

## Eigenschaften
Aluminumtellurid ist als technisches Produkt ein dunkelgrauer bis schwarzer Feststoff. Er besitzt eine Bandlücke von 2,4 eV. In feuchter Luft zersetzt sich die Verbindung.
In reiner (sehr luftempfindlicher) Form tritt es in mindestens zwei Phasen auf. Die orange-rote Tieftemperatur(α)-Modifikation wandelt sich bei 720 °C in die gelbe Hochtemperatur(β)-Form um. Die Umwandlung von β- zu α-Al2Te3, die mit einer so geringen Enthalpieänderung verbunden ist, dass sie mit Differenzthermoanalyse nicht beobachtet werden kann, findet nach längerem Tempern dicht unterhalb des Umwandlungspunktes statt. Die α-Form kristallisiert im monoklinen Kristallsystem mit den Gitterkonstanten a = 13,885 Å, b = 7,189 Å, c = 4,246 Å, p = 90,21° und einer zusätzlichen Überstruktur. Die β-Form besitzt eine monokline Kristallstruktur mit der Raumgruppe P21/c (Raumgruppen-Nr. 14) und den Gitterkonstanten a = 7,181(1) Å, b = 12,848(3) Å, c = 14,167(3) Å, b= 90,04(2)°. Diese Form stellt einen eigenen Strukturtyp dar. Die Telluratome bilden eine hexagonale Dichtestpackung parallel zur (001)-Ebene, ein Drittel der Tetraederlücken wird von Aluminiumatomen eingenommen, wobei die Tetraederlücken derart besetzt sind, dass eine Schichtstruktur ausgebildet wird. Daneben berichten einige Quellen noch von einer weiteren Form vom Defekt-Wurtzittyp.

## Verwendung
Aluminumtellurid wird in der Halbleiterindustrie verwendet. Es kann auch zur Herstellung von Tellurwasserstoff verwendet werden.
{\displaystyle {\ce {Al2Te3 + 6 HCl -> 3 H2Te + 2 AlCl3}}}